# Barátság versenyek
A Barátság versenyek (oroszul Дружба-84 (Druzsba-84)) egy nemzetközi sportesemény volt 1984. július 2. és szeptember 16. között. Az esemény keretei között több sportágban, több helyszínen rendeztek versenyeket a szocialista blokkhoz tartozó államok részvételével, amelyek az 1984-es Los Angelesi olimpiát bojkottálták. Bár a szervezők – hogy elkerüljék a konfliktust a Nemzetközi Olimpiai Bizottsággal – tagadták, hogy a Barátság versenyek egyfajta ellenolimpia lenne, sokan mégis a keleti blokk alternatív olimpiájának tartják.

## Előzmények
Az 1980-as moszkvai olimpiát az amerikai küldöttség bojkottálta Afganisztán szovjet megszállása miatt, amihez végül további 54 ország is csatlakozott. Négy évvel később a következő olimpiai játékokat Los Angelesben rendezték, ami alkalmat adott a szovjet vezetésnek egy hasonló lépésre. 1984. május 8-án, kevesebb mint három hónappal a játékok kezdete előtt a Szovjetunió bejelentette távolmaradását az olimpiától. A szovjetek hivatalosan az amerikában uralkodó velük szemben ellenséges hangulattal magyarázták döntésük okát, illetve azzal, hogy az amerikai kormány nem vállalt írásbeli garanciát sportolóik biztonságának megóvására. A következő napokban a szocialista vezetésű országok sorra jelentették be, hogy csatlakoznak a szovjet döntéshez. Magyarországon az MSZMP Politikai bizottsága május 14-én határozott a távolmaradásról.
Május 24-én a keleti blokk nevében Antonin Himl, a Csehszlovák Olimpiai Bizottság elnöke bejelentette, hogy közvetlenül az olimpia utáni időszakban különböző sportágakban nemzetközi versenyeket rendeznek, hogy sportolóiknak megmérettetési lehetőséget biztosítsanak. Hangsúlyozta, hogy ezek nyitottak azon ország sportolói számára is, amelyek az olimpiai bojkottban nem vesznek részt.

## Megnyitó ünnepség
Habár néhány versenyt már júliusban megtartottak, a hivatalos megnyitó ünnepséget augusztus 18-án rendezték Moszkvában, a Központi Lenin Stadionban. A rendezvényen a SZKP első titkára, Konsztantyin Csernyenko nem vett részt, a legfelsőbb vezetést a Politbüro öt tagja képviselte: Dmitrij Usztyinov, Mihail Gorbacsov, Grigorij Romanov, Vitalij Vorotnyikov és Viktor Grisin.

## Résztvevők
A versenyeken a szocialista országok legjobb sportolói vettek részt. Rajtuk kívül számos nyugati ország is küldött versenyzőket, de többnyire olyanokat, akik az olimpiára nem jutottak ki. De voltak olyan sportolók is, akik egyaránt résztvettek az olimpián és a Barátság játékokon is. Ilyen volt például az olimpiai bajnok Nyugat-Német súlylökő Claudia Losch és az olimpiai ezüstérmes amerikai sprinter Alice Brown.

## Magyar érmesek
Az eseményen az alábbi sportolók szereztek érmet:
| Aranyérem | Ezüstérem | Bronzérem |
| --- | --- | --- |
| Atlétika - Bakos György (110 méteres gátfutás) Birkózás - Gáspár Tamás (100 kg, kötöttfogás) Cselgáncs - Nagysolymosi Sándor (71kg) Kerékpár - Somogyi Miklós (50km-es pontverseny) Öttusa - Fábián László (egyéni) - Fábián László, Mizsér Attila, Szombathelyi Tamás (Csapat) Sportlövészet - Kotroczó Lászlóné (légpisztoly, 40 lövés) Vívás - Stefanek Gertrúd (tőr egyéni) - Kolczonay Ernő (párbajtőr egyéni) - Stefanek Gertrúd, Kovács Edit, Jánosi Zsuzsa, Győrffy Katalin, Szőcs Zsuzsanna (tőr csapat) | Atlétika - Kovács Attila (100 m síkfutás) Birkózás - Növényi Norbert (kötöttfogás 90 kg) - Vadász Csaba (kötöttfogás 48 kg) Kajak-kenu - Kőbán Rita (K1 500 m) Ökölvívás - Alvics Gyula (91 kg) Sportlövészet - Bodnár Tibor (futóvadlövés 30+30) - Hunyadi Lászlóné (légpuska, 40 lövés) Súlyemelés - Oláh Béla (52 kg) - Szanyi Andor (100 kg) Tenisz - Rózsavölgyi Éva Torna - Guczoghy György (lólengés, gyűrű) Úszás - Ormos Edit, Nagy Katalin, Fodor Ágnes, Orosz Andrea (4 × 100 m gyors) Vitorlázás - Detre Szabolcs, Detre Zsolt (repülő hollandi) - Fundák György, Zalai Gábor (470-es osztály) - Keczéry László (szörf) Vívás - Érsek Zsolt, Gátai Róbert, Szekeres Pál, Szelei István, Somodi Lajos (tőr csapat) - Gedővári Imre, Bujdosó Imre, Barga József, Abay Péter, Csongrádi László (kard csapat) Vízilabda - Sudár Attila, Kiss István, Schmidt Gábor, Kuncz László, Somossy József, Keszthelyi Tibor, Horkai György, Gerendás György, Kenéz György, Budavári Imre, Csapó Gábor, Faragó Tamás, Nemes Gábor, Tóth Béla | Asztalitenisz - Káposztás Zoltán, Molnár János, Simon Ferenc, Takács János (csapat) Birkózás - Komáromi Tibor (kötöttfogás 82 kg) - Balla József (szabadfogás +100 kg) Cselgáncs - Molnár Lajos (95 kg) Evezés - Bertényi Erika, Langhoffer Klára, Kosztolányi Kamilla, Sarlós Erzsébet, kormányos: Répási Erika (kormányos négypárevezős) Kajak-kenu - Kőbán Rita, Géczi Erika, Rakusz Éva, Povázsán Katalin (K4 500 m) - Ábrahám Csaba, Rajna András, Joós István, Gyulai Zsolt (K4 1000 m) - Rajna András (K1 500 m) - Sarusi Kis János, Hajdú Gyula (C1 500 m) - Kőbán Rita, Géczi Erika (K2 500 m) Ökölvívás - Váradi János (51 kg) - Bacskai József (63,5 kg) - Hranek Sándor (71 kg) - Füzessy Zoltán (75 kg) Sportlövészet - Fórián Éva (standardpuska, 40 lövés) - Bodnár Tibor (futóvadlövés 20+20) Súlyemelés - Messzi István (75 kg) - Király László (82,5 kg) Tenisz - Lázár Vilmos, Bánhidi Károly, ifj. Gulyás István (csapat) Torna - Borkai Zsolt (nyújtó) Úszás - Vermes Albán (200 m mell) Vitorlázás - Holovits György, Holovits Tamás (csillaghajó) - Wossala György, Kovácsi László, Vajtai Lajos (soling) Vívás - Kovács Edit (tőr egyéni) |

## Versenyszámok
A Barátság versenyeken a labdarúgást és a szinkronúszást leszámítva az összes olimpiai sportágban rendeztek versenyeket. Ezeken kívül asztalitenisz, tenisz és szambó szerepelt még a versenyprogramban. A versenyszámok programjai néhány esetben eltértek az olimpiai programtól. Néhány eseményt az olimpia előtt rendeztek július 2–22 között, a többségét pedig az olimpia után augusztus 16. és szeptember 16. között. Egyedül a lovaglás zajlott a másik világverseny alatt.
| Sportág       | Dátum             | Helyszín                                     |
| ------------- | ----------------- | -------------------------------------------- |
| Asztalitenisz | július 2–10.      | Észak-Korea, Phenjan                         |
| Atlétika      | augusztus 17–18.  | Szovjetunió, Moszkva (férfi)                 |
| Atlétika      | augusztus 16–18.  | Csehszlovákia, Prága (női)                   |
| Atlétika      | június 20.        | NDK, Berlin (olimpia napja)                  |
| Atlétika      | június 21.        | NDK, Potsdam (olimpia napja)                 |
| Birkózás      | július 13–15.     | Magyarország, Budapest (kötöttfogás)         |
| Birkózás      | július 20–22.     | Bulgária, Szófia (szabadfogás)               |
| Birkózás      | szeptember 1–2.   | Mongólia, Ulánbátor (szambó)                 |
| Cselgáncs     | augusztus 24–26.  | Lengyelország, Varsó                         |
| Evezés        | augusztus 23–25.  | Szovjetunió, Moszkva                         |
| Gyeplabda     | augusztus 19–21   | Szovjetunió, Moszkva                         |
| Gyeplabda     | augusztus 28–30.  | Lengyelország, Poznań                        |
| Íjászat       | augusztus 23–26.  | Csehszlovákia, Plzeň                         |
| Kajak-kenu    | július 21–22.     | NDK, Berlin                                  |
| Kerékpározás  | augusztus 18–22.  | Szovjetunió, Moszkva (pálya)                 |
| Kerékpározás  | augusztus 23–26.  | NDK, Forst – Schlaitz (országúti)            |
| Kézilabda     | július 17–21.     | NDK, Rostock, Magdeburg (férfi)              |
| Kézilabda     | augusztus 21–25.  | Csehszlovákia, Trencsén                      |
| Kosárlabda    | augusztus 22–30.  | Szovjetunió, Moszkva                         |
| Lovaglás      | június 6–10.      | Lengyelország, Sopot                         |
| Műugrás       | augusztus 16–19.  | Magyarország, Budapest                       |
| Ökölvívás     | augusztus 19–24.  | Kuba, Havanna                                |
| Öttusa        | szeptember 5–9.   | Lengyelország, Varsó                         |
| Röplabda      | augusztus 19–26.  | Kuba, Havanna (férfi)                        |
| Röplabda      | július 5–15.      | Bulgária, Várna (női)                        |
| Sportlövészet | augusztus 19–25.  | Szovjetunió, Moszkva                         |
| Súlyemelés    | szeptember 12–16. | Bulgária, Várna                              |
| Torna         | augusztus 20–26.  | Csehszlovákia, Olomouc (sport)               |
| Torna         | augusztus 17–19.  | Bulgária, Szófia (ritmikus)                  |
| Tenisz        | augusztus 20–26.  | Lengyelország, Katowice                      |
| Úszás         | augusztus 19–25   | Szovjetunió, Moszkva                         |
| Vitorlázás    | augusztus 18–26.  | Szovjetunió, Tallinn · Magyarország, Balaton |
| Vívás         | július 15–20.     | Magyarország, Budapest                       |
| Vízilabda     | augusztus 19–26.  | Kuba, Havanna                                |

## Éremtáblázat
| A Barátság versenyek éremtáblázata | A Barátság versenyek éremtáblázata | A Barátság versenyek éremtáblázata | A Barátság versenyek éremtáblázata | A Barátság versenyek éremtáblázata |          |
| ---------------------------------- | ---------------------------------- | ---------------------------------- | ---------------------------------- | ---------------------------------- | -------- |
|                                    | Ország                             | Arany                              | Ezüst                              | Bronz                              | Összesen |
| 1.                                 | Szovjetunió                        | 126                                | 87                                 | 69                                 | 282      |
| 2.                                 | NDK                                | 50                                 | 45                                 | 43                                 | 138      |
| 3.                                 | Bulgária                           | 21                                 | 25                                 | 29                                 | 75       |
| 4.                                 | Kuba                               | 15                                 | 11                                 | 12                                 | 38       |
| 5.                                 | Magyarország                       | 10                                 | 17                                 | 24                                 | 51       |
| 6.                                 | Lengyelország                      | 7                                  | 17                                 | 34                                 | 58       |
| 7.                                 | Észak-Korea                        | 5                                  | 5                                  | 10                                 | 20       |
| 8.                                 | Csehszlovákia                      | 2                                  | 18                                 | 28                                 | 48       |
| 9.                                 | Kína                               | 2                                  | 1                                  | 4                                  | 7        |
| 10.                                | Etiópia                            | 1                                  | 2                                  | 2                                  | 5        |
| 11.                                | NSZK                               | 1                                  | 1                                  | 1                                  | 3        |
| 12.                                | Olaszország                        | 1                                  | 1                                  | 0                                  | 2        |
| 13.                                | Japán                              | 1                                  | 0                                  | 0                                  | 1        |
|                                    |                                    |                                    |                                    |                                    |          |
| 14.                                | Mongólia                           | 0                                  | 2                                  | 5                                  | 7        |
| 15.                                | Kanada                             | 0                                  | 1                                  | 0                                  | 1        |
|                                    |                                    |                                    |                                    |                                    |          |
| 16.                                | Venezuela                          | 0                                  | 0                                  | 2                                  | 2        |
| 17.                                | Kanada                             | 0                                  | 0                                  | 1                                  | 1        |
| 17.                                | Svédország                         | 0                                  | 0                                  | 1                                  | 1        |
| 17.                                | Zimbabwe                           | 0                                  | 0                                  | 1                                  | 1        |
|                                    |                                    |                                    |                                    |                                    |          |
| Összesen                           | Összesen                           | 242                                | 233                                | 266                                | 741      |